# Паломбаро (Месина)
Паломбаро је насеље у Италији у округу Месина, региону Сицилија.
Према процени из 2011. у насељу је живело 42 становника. Насеље се налази на надморској висини од 484 м.